# Sciencefictionverhalen 3
Sciencefictionverhalen 3 is een bundel sciencefictionverhalen uitgegeven door Uitgeverij Het Spectrum in het najaar van 1964. Het is het vervolg van de bundels Sciencefictionverhalen (grafisch Science fiction verhalen, Prisma nummer 633 en 982) uit 1962. De bundel is geheel gewijd aan het werk van Isaac Asimov. Bekendst verhaal uit deze bundel is Wanneer de nacht valt (Nightfall), dat in latere vertalingen in Zonsondergang een andere titel kreeg en uit zou groeien tot een roman.
| Titel                          | Originele titel   | Pagina |
| ------------------------------ | ----------------- | ------ |
| Voor een goede zaak            | In a good cause   | 1      |
| Wanneer de nacht valt          | Nightfall         | 32     |
| Robot vermist                  | Little lost robot | 67     |
| Een plaats met veel water      | The watery place  | 93     |
| Wonen in de ruimte             | Living space      | 97     |
| Het dode verleden              | The dead past     | 111    |
| De grappenmaker                | Jokester          | 159    |
| Er is niemand hier, behalve... | Nobody here but   | 173    |
| Bronvermelding                 |                   | 184    |